# Самоникли
Саморастники је југословенски и словеначки филм први пут приказан 31. јула 1963 године. Режирао га је Игор Претнар а сценарио су написали Војко Дулетич и Прежихов Воранц

## Улоге
| Глумац             | Улога               |
| ------------------ | ------------------- |
| Мајда Потокар      | Мета                |
| Вида Јуван         | (као Veda Јованова) |
| Руди Космач        |                     |
| Лојзе Розман       |                     |
| Стане Север        | Жупник              |
| Сава Северова      |                     |
| Владимир Скрбиншек |                     |